# Världsrymden anfaller
Världsrymden anfaller (originaltitel: Invasion of the Body Snatchers) är en amerikansk science fiction-thrillerfilm från 1956 i regi av Don Siegel. Filmen är baserad på boken The Body Snatchers av Jack Finney. Huvudrollerna spelas av bland andra Kevin McCarthy och Dana Wynter. 

## Handling
En utomjordisk invasion inleds i en liten stad i Kalifornien när mystiska sporer gror till stora frökapslar med förmågan att reproducera och kopiera en människa. När kapslarna utvecklats fullt ut övertar de fysiska kännetecken, minnen och personligheter hos de människor som befinner sig i närheten av dem. En läkare i området börjar så småningom komma underfund med vad som försiggår och försöker förhindra invasionen.

## Om filmen
1994 valdes Världsrymden anfaller in i United States National Film Registry för bevarande av Library of Congress.
Ytterligare tre filmatiseringar har gjorts av Jack Finneys bok; Världsrymden anfaller från 1978, Body Snatchers från 1993 och senast The Invasion från 2007.

## Rollista i urval
- Kevin McCarthy – Dr. Miles Bennell
- Dana Wynter – Becky Driscoll
- Larry Gates – Dr. Dan Kauffman
- King Donovan – Jack Belicec
- Carolyn Jones – Theodora "Teddy" Belicec
- Jean Willes – Syster Sally Withers
- Ralph Dumke – Polischef Nick Grivett
- Virginia Christine – Wilma Lentz
- Tom Fadden – Farbror Ira Lentz
- Kenneth Patterson – Stanley Driscoll
- Guy Way – Officer Sam Janzek
- Eileen Stevens – Anne Grimaldi
- Everett Glass – Dr. Ed Pursey
- Dabbs Greer – Mac Lomax
- Sam Peckinpah – Charlie
- Whit Bissell – Dr. Hill (ej krediterad)

### Fotnoter
1. ↑  Christian Stjernström (6 augusti 2015). ”Klassisk sci-fi får blu-raypremiär”. Gefle dagblad. Arkiverad från originalet den 9 maj 2016. https://web.archive.org/web/20160509072703/http://www.gd.se/noje/film/klassisk-sci-fi-far-blu-raypremiar. Läst 30 april 2016.